# Stazione meteorologica di Alistro

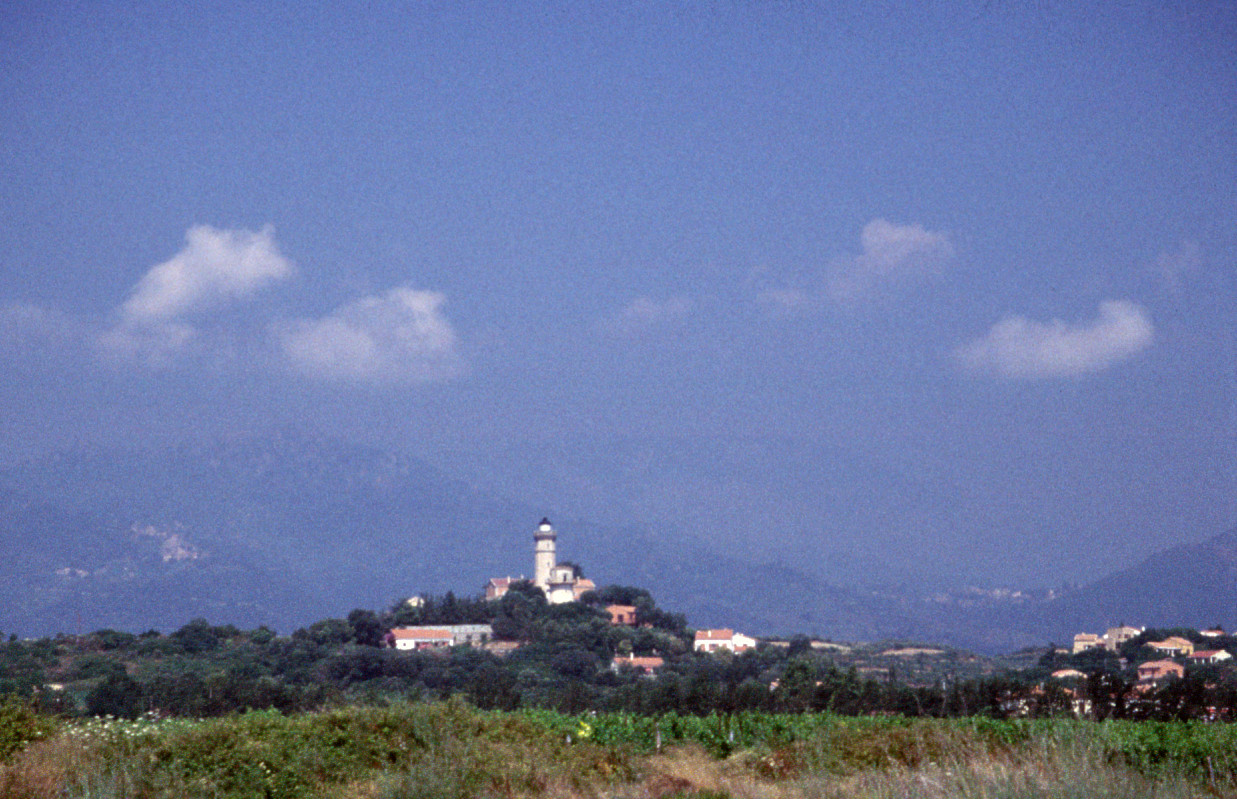
Veduta del faro di Alistro, presso il quale è ubicata l'omonima stazione meteorologica

La stazione meteorologica di Alistro (in francese: Station météorologique de Alistro, in corso: Stazioni meteurologhjca di Alistru) è la stazione meteorologica di riferimento per l'Organizzazione Mondiale della Meteorologia relativa all'omonima località in prossimità della costa orientale della Corsica.

## Coordinate geografiche
La stazione meteo si trova in Corsica, nel territorio comunale di San Giuliano, presso il Faro di Alistro, a un'altezza di 77 metri s.l.m. e alle coordinate geografiche 42°16′01″N 9°31′58″E.

## Dati climatologici 1981-2010
In base alla media trentennale 1981-2010, effettivamente calcolata a partire dal 1990, la temperatura media del mese più freddo, febbraio, si attesta a +10,5 °C; quella del mese più caldo, agosto, è di circa +25,3 °C. Mediamente si contano annualmente 13,1 giorni con temperatura massima eguale o superiore ai 30 °C e 0,7 giorni di gelo.
Le precipitazioni medie annue sono di 680,6 mm, mediamente distribuite in 65 giorni di pioggia, con un picco in autunno ed un minimo nella stagione estiva.
| Alistro (1981-2010)             | Mesi | Mesi | Mesi | Mesi | Mesi | Mesi | Mesi | Mesi | Mesi | Mesi  | Mesi | Mesi | Stagioni | Stagioni | Stagioni | Stagioni | Anno  |
| Alistro (1981-2010)             | Gen  | Feb  | Mar  | Apr  | Mag  | Giu  | Lug  | Ago  | Set  | Ott   | Nov  | Dic  | Inv      | Pri      | Est      | Aut      | Anno  |
| ------------------------------- | ---- | ---- | ---- | ---- | ---- | ---- | ---- | ---- | ---- | ----- | ---- | ---- | -------- | -------- | -------- | -------- | ----- |
| T. max. media (°C)              | 13,3 | 13,5 | 15,2 | 17,2 | 21,4 | 25,1 | 28,1 | 28,6 | 25,0 | 21,4  | 17,1 | 14,0 | 13,6     | 17,9     | 27,3     | 21,2     | 20,0  |
| T. min. media (°C)              | 7,9  | 7,5  | 9,0  | 10,8 | 14,8 | 18,2 | 21,2 | 21,9 | 18,6 | 15,5  | 11,5 | 8,7  | 8,0      | 11,5     | 20,4     | 15,2     | 13,8  |
| Giorni di calura (Tmax ≥ 30 °C) | 0    | 0    | 0    | 0    | 0    | 0,8  | 5,1  | 6,8  | 0,4  | 0,0   | 0,0  | 0,0  | 0,0      | 0,0      | 12,7     | 0,4      | 13,1  |
| Giorni di gelo (Tmin ≤ 0 °C)    | 0,2  | 0,3  | 0,1  | 0,0  | 0,0  | 0,0  | 0,0  | 0,0  | 0,0  | 0,0   | 0,0  | 0,1  | 0,6      | 0,1      | 0,0      | 0,0      | 0,7   |
| Precipitazioni (mm)             | 64,9 | 44,7 | 37,2 | 62,9 | 45,7 | 23,5 | 12,1 | 20,4 | 67,9 | 124,2 | 90,1 | 87,0 | 196,6    | 145,8    | 56,0     | 282,2    | 680,6 |
| Giorni di pioggia               | 6    | 5    | 5    | 6    | 5    | 3    | 2    | 2    | 5    | 8     | 9    | 9    | 20       | 16       | 7        | 22       | 65    |

## Temperature estreme mensili dal 1990 ad oggi
Nella tabella sottostante sono riportate le temperature massime e minime assolute mensili, stagionali ed annuali dal 1990 ad oggi, con il relativo anno in cui queste sono state registrate. La massima assoluta del periodo esaminato di +37,0 °C è dell'agosto 2018, mentre la minima assoluta di -1,8 °C è del gennaio 1993.
| Alistro (1990-2023)   | Mesi        | Mesi        | Mesi        | Mesi        | Mesi        | Mesi        | Mesi        | Mesi        | Mesi        | Mesi        | Mesi        | Mesi        | Stagioni | Stagioni | Stagioni | Stagioni | Anno |
| Alistro (1990-2023)   | Gen         | Feb         | Mar         | Apr         | Mag         | Giu         | Lug         | Ago         | Set         | Ott         | Nov         | Dic         | Inv      | Pri      | Est      | Aut      | Anno |
| --------------------- | ----------- | ----------- | ----------- | ----------- | ----------- | ----------- | ----------- | ----------- | ----------- | ----------- | ----------- | ----------- | -------- | -------- | -------- | -------- | ---- |
| T. max. assoluta (°C) | 23,7 (2004) | 27,8 (2020) | 28,7 (2001) | 26,4 (2018) | 32,3 (2022) | 36,7 (2019) | 36,1 (2019) | 37,0 (2018) | 34,8 (2022) | 29,5 (1990) | 26,0 (2013) | 23,4 (2010) | 27,8     | 32,3     | 37,0     | 34,8     | 37,0 |
| T. min. assoluta (°C) | −1,8 (1993) | −1,5 (2018) | −0,3 (2005) | 3,8 (2022)  | 6,0 (1991)  | 9,5 (2006)  | 12,7 (2000) | 14,9 (1995) | 9,7 (2007)  | 5,2 (2012)  | 3,2 (2005)  | 0,0 (1996)  | −1,8     | −0,3     | 9,5      | 3,2      | −1,8 |